# 발트어파
발트어파는 인도유럽어족인 발트슬라브어파의 한 어파로 발트해 동남 지역에서 주로 사용한다. 리투아니아어와 라트비아어가 발트어파에 속한다. 사어가 된 고대 프로이센어도 이것에 포함된다.
슬라브어파와 상당 자질을 공유하고 있으며, 현존하는 인도유럽어족 중에서 가장 인도유럽조어의 특성을 보존하고 있는 어파들 중 하나라고 알려져있다.

## 분류

수명(水名)을 통해 추적되는 과거의 발트어파 언어 분포

동발트어군
- 라트비아어 (150만)
  - 라트갈레어 (15~20만)
- 리투아니아어 (400만)
  - 사모기티아어 (50만)
- 세미갈리아어† (16세기 사멸)
- 셀로니아어† (16세기 사멸)
- 쿠로니아어?† (16세기 사멸)

서발트어군
- 서갈린디아어† (14세기 사멸)
- 고대 프로이센어† (18세기 사멸)
- 스칼비아어?† (16세기 사멸)
- 수도비아어† (17세기 사멸)

드네프르 발트어군
- 동갈린디아어† (14세기 사멸)

## 같이 보기
- (영어) 에스놀로그:발트어파